# Брище (заказник місцевого значення)
Уро́чище «Бри́ще» — загальнозоологічний заказник місцевого значення в Україні. Розташований у межах Березнівського району Рівненської області, на території Тишицької та Балашівської сільських рад. 
Площа 850 га. Створений рішенням Рівненської облради № 379 від 30.10.1979 року. Перебуває у віданні ДП «Березнівський лісгосп» (Бобрівське л-во, кв. 13, 14, 26, 35-37, 47, 48; площа 514,4 га, та Князівське л-во, кв. 8, 12, 15, 17, 19, 20; площа 335,6 га). 
Заказник створений для збереження бобрових поселень, водоплавних птахів, угруповань лісово-болотної рослинності, властивої для зони Полісся.